# Bjarne Adrian
Bjarne Adrian (* 23. November 1948 in Kopenhagen) ist ein dänischer Schauspieler.

## Leben
Bjarne Adrian wuchs in Kopenhagen auf. Er besuchte die Staatliche Theaterschule in Kopenhagen, wo er seine Schauspielausbildung absolviert hatte. Im Jahr 1975 hatte er als Darsteller sein Bühnendebüt am Odense Teater. Danach gastierte er auch am Aarhus Teater, am Folketeatret, am Aalborg-Theater, am Svendborg-Sommertheater, am Regionaltheater in Kolding und am Königlichen Theater Kopenhagen. Von 1976 bis 1990 wirkte er in mehreren Filmen und Fernsehserien mit, darunter auch in Oh, diese Mieter!, Die Leute von Korsbaek, Privatdetektiv Anthonsen sowie in drei Filmen der Olsenbande-Reihe.
Bjarne Adrian ist kinderlos. Er war einige Jahre verheiratet mit der Filmproduzentin Caroline Reichhardt (* 1962), einer Tochter des Schauspielers Poul Reichhardt.

## Filmografie
- 1976: Julefrokosten
- 1976: Den korte Sommer
- 1977: Die Olsenbande schlägt wieder zu (Olsen-banden deruda')
- 1977–1980: Ein Haus in der Provinz (Fernsehserie)
- 1977: Pas pa ryggen, Professor!
- 1977: Oh, diese Mieter! (Huset på Christianshavn, Fernsehserie)
- 1978: Firmaskovturen
- 1978–1982: Die Leute von Korsbaek (Matador, Fernsehserie)
- 1978: Honningmane
- 1978: Die Olsenbande steigt aufs Dach (Olsen-banden går i krig)
- 1979: Johnny Larsen
- 1980: Undskyld vi er her
- 1981: Circus Casablanca
- 1981: Die Olsenbande fliegt über die Planke (Olsen-bandens flugt over plankeværket)
- 1982: Opbrud inden dore
- 1982–1983: En Store Familie (Fernsehserie)
- 1983: Otto ist ein Nashorn
- 1984: Suzanne og Leonard
- 1984: Privatdetektiv Anthonsen (Anthonsen, Fernsehserie)
- 1984: Kopenhagen – Mitten in der Nacht (Midt om natten)
- 1985: Mor er Major (Fernsehserie)
- 1986: Tommelskruen
- 1986: Die Augen des Wolfes (Oviri)
- 1987: Hip Hip Hurra
- 1987: Peter von Scholten
- 1988: Station 13 (Fernsehserie)
- 1989: Walter og Carlo
- 1990: Camping